# Catherine Small Long

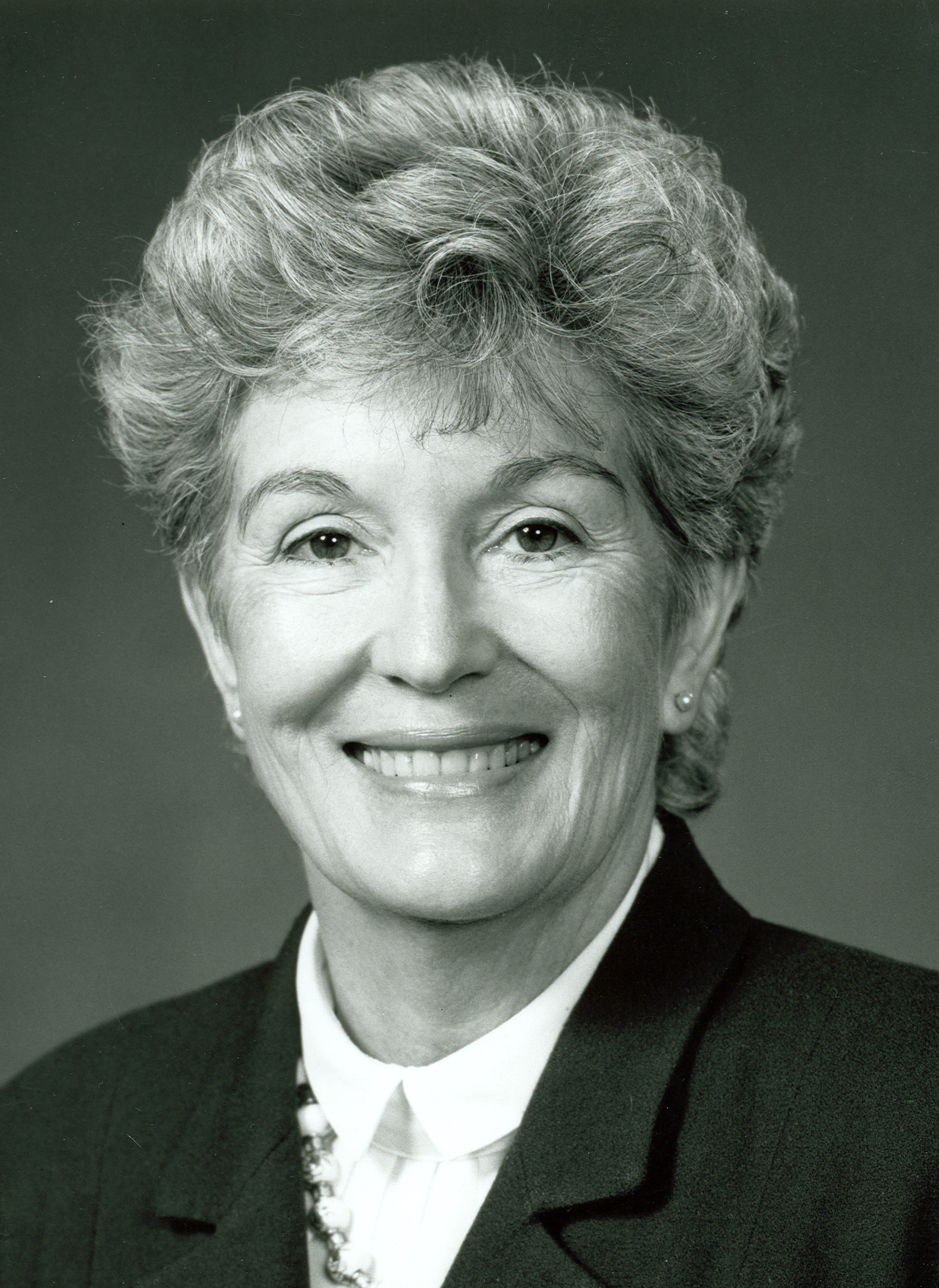
Catherine Small Long, vor 2015

Mary Catherine Small Long (* 7. Februar 1924 als Mary Catherine Small in Dayton, Ohio; † 23. November 2019 in Chevy Chase, Maryland) war eine US-amerikanische Politikerin (Demokratische Partei). Zwischen 1985 und 1987 vertrat sie den achten Kongresswahlbezirk des Bundesstaats Louisiana im US-Repräsentantenhaus.

## Werdegang
Catherine Small besuchte bis 1942 die Camp Hill High School in Pennsylvania und studierte danach bis 1948 an der Louisiana State University in Baton Rouge. Während des Zweiten Weltkrieges diente sie in der US Navy. Während des Studiums lernte sie ihren Mann, den späteren Kongressabgeordneten Gillis William Long, kennen. Nach dem Krieg arbeitete sie zunächst für den US-Senator Wayne Morse aus dem Bundesstaat Oregon und dann für den Kongressabgeordneten James G. Polk aus Ohio.
Als Mitglied der Demokratischen Partei war sie Delegierte auf den Democratic National Conventions der Jahre 1980 und 1984. In Louisiana war sie Mitglied im Staatsvorstand ihrer Partei. Nach dem Tod ihres Mannes wurde sie bei der fälligen Nachwahl für den achten Sitz von Louisiana als dessen Nachfolgerin in das US-Repräsentantenhaus in Washington, D.C. gewählt, wo sie am 30. März 1985 ihr Mandat antrat. Bis zum 3. Januar 1987 beendete sie die angebrochene letzte Legislaturperiode ihres Mannes. Dabei galt ihr Abstimmungsverhalten als liberal. Im Jahr 1986 verzichtete sie auf eine erneute Kandidatur.
Catherine Long lebte zuletzt in der Bundeshauptstadt Washington. Aus ihrer 1947 mit Gillis Long geschlossenen Ehe gingen zwei Kinder hervor.